# Roland Gehrke
Roland Gehrke (* 17. ledna 1954 Woldegk) je bývalý východoněmecký zápasník, volnostylař. V roce 1976 na olympijských hrách v Montrealu v kategorii nad 100 kg a v roce 1980 na hrách v Moskvě ve stejné kategorii obsadil čtvrté místo. Jedenkrát vybojoval zlato, dvakrát stříbro, k tomu jedenkrát čtvrté, páté a jedenácté místo na mistrovství světa. Na mistrovství Evropy vybojoval tři druhá, jedno třetí a jedno šesté místo.